# Les Villettes
Les Villettes település Franciaországban, Haute-Loire megyében. Lakosainak száma 1455 fő (2022. január 1.). Les Villettes Grazac, Monistrol-sur-Loire, Saint-Maurice-de-Lignon és Sainte-Sigolène községekkel határos.

## Népesség
A település népességének változása:
| Lakosok száma | 511  | 529  | 592  | 1104 | 1285 | 1378 | 1423 | 1442 | 1452 | 1455 |
|               | 1968 | 1982 | 1990 | 2006 | 2013 | 2015 | 2017 | 2019 | 2020 | 2022 |